# 奧爾奇克
49°12′26″N 35°4′8″E / 49.20722°N 35.06889°E
奧爾奇克（烏克蘭語：Орчик）是位於烏克蘭東部的村莊，由哈爾科夫州别列斯京区的扎切皮利夫卡市鎮負責管轄。該村始建於1750年，面積2.1平方公里，海拔高度75米，2001年人口379，人口密度每平方公里180.5人。